# Filettino
Filettino ist eine italienische Gemeinde in der Provinz Frosinone in der Region Latium mit 535 Einwohnern (Stand 31. Dezember 2023). Sie liegt 88 km östlich von Rom und 53 km nördlich von Frosinone.

## Geographie
Filettino liegt oberhalb des Tals des Aniene im Regionalpark der Monti Simbruini, einem Vorgebirge der Abruzzen. Es ist das höchstgelegene Dorf Latiums.
Filettino ist Mitglied der Comunità Montana Monti Ernici.

## Geschichte
Filettino entstand wohl nach dem Zusammenbruch des Römischen Reichs, als die Bevölkerung der Ebenen in den Bergen Schutz auf besser zu verteidigenden Hügeln suchte. Die erste schriftliche Erwähnung datiert jedoch erst aus dem Jahr 1059. 1294 kam Filettino an die Adelsfamilie Caetani, bei der es bis 1602 blieb. Nach der Hinrichtung von Prospero Caetani fiel der Ort direkt an die Apostolische Kammer, bei der er bis zur Einigung Italiens 1870 blieb.
Von 1938 bis 1945 war der Ort nach dem hier geborenen General Rodolfo Graziani in Filettino Graziani umbenannt.
Aus Protest gegen das Sparprogramm der italienischen Regierung, das die Auflösung von Gemeinden unter 1000 Einwohnern vorsah, kündigte der Bürgermeister von Filettino im August 2011 die Gründung eines unabhängigen Fürstentums Filettino an.

## Bevölkerungsentwicklung
| Jahr      | 1881 | 1901 | 1921 | 1936 | 1951 | 1971 | 1991 | 2001 | 2016 |
| --------- | ---- | ---- | ---- | ---- | ---- | ---- | ---- | ---- | ---- |
| Einwohner | 2299 | 2532 | 2842 | 1834 | 1180 | 742  | 614  | 550  | 553  |

Quelle: ISTAT

## Politik
Gianni Taurisano wurde am 10. Juni 2018 zum Bürgermeister gewählt.

## Söhne und Töchter des Ortes
- Rodolfo Graziani (1882–1955), General und Politiker, Kriegsverbrecher
- Mario Miranda (1937–2017), Mathematiker und Hochschullehrer